# رجینا (مینیاپولیس)
رجینا (به انگلیسی: Regina) یک منطقهٔ مسکونی در ایالات متحده آمریکا است که در مینیاپولیس واقع شده‌است. رجینا ۲٬۲۹۲ نفر جمعیت دارد.